# مانوم
مانوم (به فرانسوی: Manom) یک کمون در فرانسه است که در Canton of Yutz واقع شده‌است.

## خصوصیات
مانوم ۱۰٫۳۹ کیلومترمربع مساحت و ۲٬۷۰۰ نفر جمعیت دارد.